# BisonHorn Marias
BisonHorn Marias (Bison Horn Marias) je grupa plemena naroda Gond nastanjena južno od rijeke Indravati u Chatisgarhu (Jagdalpur Tehsil), Indija. BisonHorn Marias čine drugu glavnu pod-kastu Gonda, žive izolirano u šumama i izbjegavaju kontakt s vanjskim svijetom. Isti slučaj je naravno i sa srodnim plemenom Abhuj Marias. Služe se s više dijalekata čiji jezik pripada dravidskoj porodici i nema pismena.
Kultura i tradicija također je gotovo ista kao i u Abhuj Mariasa. Agrikultura i sakupljanje šumskih plodova glavne su im aktivnosti. Zemlju plugom ne oru, kao i spomenuti srodnici, jer ne žele da zemlji zadaju bol. 
Ime plemena došlo je po rogovima bivola koje oni kite tijekom svojih plesnih ceremonija.
Pleme BisonHorn Marias imaju poseban sistem priprema za ulazak u brak, poznat kao ghotul u kojemu ‘maturanti’ dječaci i djevojčice žive zajedno u posebno izgrađenim, za tu svrhu, kolibama. Tokom perioda učestvuju u plesovima, pjevanju pjesama, spolno općenje je dozvoljeno, a primaju i saznanja o različitim socijalnim aktivnostima. Nakon izlaska iz ghotula mogu se ženiti.  Ženidba među srodnicima, uključujući braću i sestre je uobičajena.

## Vanjske poveznice
- BisonHorn Maria  Arhivirana inačica izvorne stranice od 9. rujna 2006. (Wayback Machine)
- The Bison Horn Maria